# FINA Water Polo World League 2019 (maschile)
La World League maschile di pallanuoto 2019 (FINA Water Polo World League 2019) è stata la 18ª edizione della manifestazione che viene organizzata annualmente dalla FINA. Il torneo si svolge in due fasi, un turno di qualificazione e la Super Final, che si è svolta a Belgrado in Serbia dal 18 al 23 giugno 2019.
La competizione è partita ufficialmente il 23 ottobre 2018 con i gironi di qualificazione europei, mentre il torneo intercontinentale di qualificazione si è giocato tra il 26 al 31 marzo 2019.
La Serbia, squadra vincitrice della Super Final, ha ottenuto la qualificazione al torneo olimpico di Tokyo 2020.

## Turno di qualificazione

### Europa Cup
Le 14 squadre europee sono state divise in quattro gironi disputati con gare di andata e ritorno dal 23 ottobre 2018 al 12 marzo 2019. Le prime due di ogni girone si qualificano alle Final Eight di Europa Cup e le prime tre classificate di Europa Cup si qualificano alle Super Final di World League. La Serbia, ospitando le finali di World League, è automaticamente qualificata

#### Gruppo A
|    | Squadra  | Pti | G | V | VR | PR | P | GF  | GS  | DR  |
| -- | -------- | --- | - | - | -- | -- | - | --- | --- | --- |
| 1. | Ungheria | 17  | 6 | 5 | 1  | 0  | 0 | 102 | 53  | +49 |
| 2. | Russia   | 12  | 6 | 4 | 0  | 0  | 2 | 89  | 52  | +37 |
| 3. | Germania | 7   | 6 | 2 | 0  | 1  | 3 | 80  | 79  | -1  |
| 4. | Malta    | 0   | 6 | 0 | 0  | 0  | 6 | 43  | 130 | -87 |

| Data     | Sede        | Gara     | Gara        | Gara     |
| -------- | ----------- | -------- | ----------- | -------- |
| 23-10-18 | Gżira       | Malta    | 5-18        | Russia   |
| 24-10-18 | Szolnok     | Ungheria | 17-9        | Germania |
| 13-11-18 | Ruza        | Russia   | 8-15        | Ungheria |
| 13-11-18 | Krefeld     | Germania | 23-9        | Malta    |
| 11-12-18 | Szombathely | Ungheria | 24-8        | Malta    |
| 11-12-18 | Mosca       | Russia   | 14-8        | Germania |
| 29-01-19 | Ruza        | Russia   | 23-4        | Malta    |
| 29-01-19 | Dresda      | Germania | 16-17 (dtr) | Ungheria |
| 19-02-19 | Gżira       | Malta    | 9-18        | Germania |
| 19-02-19 | Győr        | Ungheria | 10-8        | Russia   |
| 12-03-19 | Gżira       | Malta    | 8-24        | Ungheria |
| 12-03-19 | Hamm        | Germania | 10-18       | Russia   |

#### Gruppo B
|    | Squadra     | Pti | G | V | VR | PR | P | GF | GS  | DR  |
| -- | ----------- | --- | - | - | -- | -- | - | -- | --- | --- |
| 1. | Spagna      | 15  | 6 | 5 | 0  | 0  | 1 | 67 | 30  | +37 |
| 2. | Grecia      | 15  | 6 | 5 | 0  | 0  | 1 | 86 | 34  | +52 |
| 3. | Paesi Bassi | 6   | 6 | 2 | 0  | 0  | 4 | 59 | 73  | -14 |
| 4. | Ucraina     | 0   | 6 | 0 | 0  | 0  | 6 | 22 | 107 | -85 |

| Data     | Sede                  | Gara        | Gara | Gara        |
| -------- | --------------------- | ----------- | ---- | ----------- |
| 23-10-18 | Barcellona            | Spagna      | 5-7  | Grecia      |
| 23-10-18 | Utrecht               | Paesi Bassi | 15-5 | Ucraina     |
| 13-11-18 | Atene                 | Grecia      | 14-9 | Paesi Bassi |
| 13-11-18 | Charkiv               | Ucraina     | 3-11 | Spagna      |
| 11-12-18 | Atene                 | Grecia      | 25-2 | Ucraina     |
| 11-12-18 | Alphen aan den Rijn   | Paesi Bassi | 7-13 | Spagna      |
| 29-01-19 | Atene                 | Grecia      | 4-7  | Spagna      |
| 29-01-19 | Charkiv               | Ucraina     | 5-15 | Paesi Bassi |
| 19-02-19 | Amersfoort            | Paesi Bassi | 6-12 | Grecia      |
| 19-02-19 | Barcellona            | Spagna      | 17-2 | Ucraina     |
| 12-03-19 | Castellón de la Plana | Spagna      | 14-7 | Paesi Bassi |
| 12-03-19 | Charkiv               | Ucraina     | 5-24 | Grecia      |

#### Gruppo C
|    | Squadra    | Pti | G | V | VR | PR | P | GF | GS | DR  |
| -- | ---------- | --- | - | - | -- | -- | - | -- | -- | --- |
| 1. | Italia     | 10  | 4 | 3 | 0  | 1  | 0 | 37 | 25 | +12 |
| 2. | Montenegro | 8   | 4 | 2 | 1  | 0  | 1 | 44 | 36 | +8  |
| 3. | Francia    | 0   | 4 | 0 | 0  | 0  | 4 | 24 | 41 | -17 |

| Data     | Sede      | Gara       | Gara       | Gara       |
| -------- | --------- | ---------- | ---------- | ---------- |
| 23-10-18 | Podgorica | Montenegro | 11-8 (dtr) | Italia     |
| 13-11-18 | Imperia   | Italia     | 12-3       | Francia    |
| 11-12-18 | Troyes    | Francia    | 9-13       | Montenegro |
| 29-01-19 | Palermo   | Italia     | 11-10      | Montenegro |
| 19-02-19 | Marsiglia | Francia    | 4-6        | Italia     |
| 12-03-19 | Nikšić    | Montenegro | 10-8       | Francia    |

#### Gruppo D
|    | Squadra | Pti | G | V | VR | PR | P | GF | GS | DR  |
| -- | ------- | --- | - | - | -- | -- | - | -- | -- | --- |
| 1. | Croazia | 10  | 4 | 3 | 0  | 1  | 0 | 48 | 24 | +24 |
| 2. | Serbia  | 8   | 4 | 2 | 1  | 0  | 0 | 42 | 31 | +11 |
| 3. | Romania | 0   | 4 | 0 | 0  | 0  | 4 | 23 | 54 | -31 |

| Data     | Sede     | Gara    | Gara       | Gara    |
| -------- | -------- | ------- | ---------- | ------- |
| 23-10-18 | Sebenico | Croazia | 17-4       | Romania |
| 13-11-18 | Izvorani | Romania | 6-13       | Serbia  |
| 11-12-18 | Niš      | Serbia  | 11-9 (dtr) | Croazia |
| 29-01-19 | Bucarest | Romania | 7-11       | Croazia |
| 19-02-19 | Subotica | Serbia  | 13-6       | Romania |
| 12-03-19 | Sisak    | Croazia | 12-9       | Serbia  |

#### Fase finale
Le Final Eight di Europa Cup si sono svolte a Zagabria, in Croazia dal 5 al 7 aprile 2019.
|  | Quarti di finale | Quarti di finale |          |        | Semifinali                | Semifinali                |  |  | Finale   | Finale |
|  |                  |                  |          |        |                           |                           |  |  |          |        |
|  | 05-04-19         |                  |          |        |                           |                           |  |  |          |        |
|  |                  |                  |          |        |                           |                           |  |  |          |        |
|  | Ungheria         | 11               |          |        |                           |                           |  |  |          |        |
|  | Ungheria         | 11               | 06-04-19 |        |                           |                           |  |  |          |        |
|  | Montenegro       | 7                |          |        |                           |                           |  |  |          |        |
|  | Montenegro       | 7                | Ungheria | 12     |                           |                           |  |  |          |        |
|  | 05-04-19         |                  | Ungheria | 12     |                           |                           |  |  |          |        |
|  |                  | Italia           | 11       |        |                           |                           |  |  |          |        |
|  | Italia           | Italia           | 11       | 11     |                           |                           |  |  |          |        |
|  | Italia           |                  | 07-04-19 | 11     |                           |                           |  |  |          |        |
|  | Russia           | 9                |          |        |                           |                           |  |  |          |        |
|  | Russia           | 9                | Ungheria | 10     |                           |                           |  |  |          |        |
|  | 05-04-19         |                  | Ungheria | 10     |                           |                           |  |  |          |        |
|  |                  | Croazia          | 8        |        |                           |                           |  |  |          |        |
|  | Spagna           | Croazia          | 8        | 13     |                           |                           |  |  |          |        |
|  | Spagna           | 06-04-19         |          | 13     |                           |                           |  |  |          |        |
|  | Serbia           | 12               |          |        |                           |                           |  |  |          |        |
|  | Serbia           | 12               | Spagna   | 9      | Finale per il terzo posto | Finale per il terzo posto |  |  |          |        |
|  | 05-04-19         |                  | Spagna   | 9      | Finale per il terzo posto | Finale per il terzo posto |  |  |          |        |
|  |                  | Croazia          | 12       |        |                           |                           |  |  |          |        |
|  | Grecia           | Croazia          | 12       | 11     | Italia                    | 7                         |  |  |          |        |
|  | Grecia           |                  |          | 11     | Italia                    | 7                         |  |  |          |        |
|  | Croazia          | 13               |          | Spagna | 9                         |                           |  |  |          |        |
|  | Croazia          | 13               |          |        | 9                         |                           |  |  |          |        |
|  |                  |                  |          |        |                           |                           |  |  | 07-04-19 |        |
|  |                  |                  |          |        |                           |                           |  |  |          |        |

|  | Semifinali 5º/8º posto | Semifinali 5º/8º posto | Semifinali 5º/8º posto |        |            | Finale 5º posto | Finale 5º posto | Finale 5º posto |  |
|  |                        |                        |                        |        |            |                 |                 |                 |  |
|  | Montenegro             | Montenegro             | 15                     |        |            |                 |                 |                 |  |
|  | Montenegro             | Montenegro             | 15                     |        |            |                 |                 |                 |  |
|  | Russia                 | Russia                 | 9                      |        |            |                 |                 |                 |  |
|  | Russia                 | Russia                 | 9                      |        | Montenegro | Montenegro      | 16              |                 |  |
|  |                        |                        |                        |        | Montenegro | Montenegro      | 16              |                 |  |
|  |                        |                        | Serbia                 | Serbia | 14         |                 |                 |                 |  |
|  | Serbia                 | Serbia                 | Serbia                 | Serbia | 14         | 14              |                 |                 |  |
|  | Serbia                 | Serbia                 |                        |        |            | 14              |                 |                 |  |
|  | Grecia                 | Grecia                 | 10                     |        |            | Finale 7º posto | Finale 7º posto | Finale 7º posto |  |
|  | Grecia                 | Grecia                 | 10                     |        |            |                 |                 |                 |  |
|  |                        |                        |                        |        |            |                 |                 |                 |  |
|  |                        |                        |                        |        |            | Russia          | Russia          | 14              |  |
|  |                        |                        |                        |        |            | Russia          | Russia          | 14              |  |
|  |                        |                        |                        |        |            | Grecia          | Grecia          | 15              |  |

### Torneo intercontinentale
Il torneo di qualificazione intercontinentale si è svolto dal 26 al 31 marzo 2019 a Perth, in Australia. Le squadre sono state suddivise in due gironi. Al termine dei gironi è stata disputata la fase finale e le prime quattro classificate si sono qualificate per le Super Final.

#### Girone A
|    | Squadra   | Pti | G | V | VR | PR | P | GF | GS | DR  |
| -- | --------- | --- | - | - | -- | -- | - | -- | -- | --- |
| 1. | Australia | 8   | 3 | 2 | 1  | 0  | 0 | 40 | 26 | +14 |
| 2. | Giappone  | 7   | 3 | 2 | 0  | 1  | 0 | 44 | 36 | +8  |
| 3. | Canada    | 3   | 3 | 1 | 0  | 0  | 2 | 36 | 26 | +10 |
| 4. | Sudafrica | 0   | 3 | 0 | 0  | 0  | 3 | 24 | 56 | -32 |

| Data     | Gara      | Gara        | Gara      |
| -------- | --------- | ----------- | --------- |
| 26-03-19 | Giappone  | 19-14       | Sudafrica |
| 26-03-19 | Canada    | 8-9         | Australia |
| 27-03-19 | Canada    | 18-4        | Sudafrica |
| 27-03-19 | Giappone  | 15-17 (dtr) | Australia |
| 28-03-19 | Giappone  | 13-10       | Canada    |
| 28-03-19 | Sudafrica | 6-19        | Australia |

#### Girone B
|    | Squadra       | Pti | G | V | VR | PR | P | GF | GS | DR  |
| -- | ------------- | --- | - | - | -- | -- | - | -- | -- | --- |
| 1. | Kazakistan    | 7   | 3 | 2 | 0  | 1  | 0 | 31 | 24 | +7  |
| 2. | Cina          | 6   | 3 | 1 | 1  | 1  | 0 | 32 | 27 | +5  |
| 3. | Argentina     | 5   | 3 | 1 | 1  | 0  | 1 | 28 | 29 | -1  |
| 4. | Nuova Zelanda | 0   | 3 | 0 | 0  | 0  | 3 | 28 | 39 | -11 |

| Data     | Gara       | Gara        | Gara          |
| -------- | ---------- | ----------- | ------------- |
| 26-03-19 | Cina       | 13-14 (dtr) | Argentina     |
| 26-03-19 | Kazakistan | 12-11       | Nuova Zelanda |
| 27-03-19 | Cina       | 14-7        | Nuova Zelanda |
| 27-03-19 | Kazakistan | 11-5        | Argentina     |
| 28-03-19 | Cina       | 16-15 (dtr) | Kazakistan    |
| 28-03-19 | Argentina  | 14-9        | Nuova Zelanda |

#### Fase Finale
|  | Quarti di finale | Quarti di finale |          |        | Semifinali                | Semifinali                |  |  | Finale   | Finale |
|  |                  |                  |          |        |                           |                           |  |  |          |        |
|  | 29-03-19         |                  |          |        |                           |                           |  |  |          |        |
|  |                  |                  |          |        |                           |                           |  |  |          |        |
|  | Giappone         | 13               |          |        |                           |                           |  |  |          |        |
|  | Giappone         | 13               | 30-03-19 |        |                           |                           |  |  |          |        |
|  | Argentina        | 8                |          |        |                           |                           |  |  |          |        |
|  | Argentina        | 8                | Giappone | 12     |                           |                           |  |  |          |        |
|  | 29-03-19         |                  | Giappone | 12     |                           |                           |  |  |          |        |
|  |                  | Kazakistan       | 7        |        |                           |                           |  |  |          |        |
|  | Sudafrica        | Kazakistan       | 7        | 8      |                           |                           |  |  |          |        |
|  | Sudafrica        |                  | 31-03-19 | 8      |                           |                           |  |  |          |        |
|  | Kazakistan       | 14               |          |        |                           |                           |  |  |          |        |
|  | Kazakistan       | 14               | Giappone | 8      |                           |                           |  |  |          |        |
|  | 29-03-19         |                  | Giappone | 8      |                           |                           |  |  |          |        |
|  |                  | Australia        | 10       |        |                           |                           |  |  |          |        |
|  | Canada           | Australia        | 10       | 11     |                           |                           |  |  |          |        |
|  | Canada           | 30-03-19         |          | 11     |                           |                           |  |  |          |        |
|  | Cina             | 10               |          |        |                           |                           |  |  |          |        |
|  | Cina             | 10               | Canada   | 7      | Finale per il terzo posto | Finale per il terzo posto |  |  |          |        |
|  | 29-03-19         |                  | Canada   | 7      | Finale per il terzo posto | Finale per il terzo posto |  |  |          |        |
|  |                  | Australia        | 14       |        |                           |                           |  |  |          |        |
|  | Australia        | Australia        | 14       | 15     | Kazakistan                | 4                         |  |  |          |        |
|  | Australia        |                  |          | 15     | Kazakistan                | 4                         |  |  |          |        |
|  | Nuova Zelanda    | 4                |          | Canada | 9                         |                           |  |  |          |        |
|  | Nuova Zelanda    | 4                |          |        | 9                         |                           |  |  |          |        |
|  |                  |                  |          |        |                           |                           |  |  | 31-03-19 |        |
|  |                  |                  |          |        |                           |                           |  |  |          |        |

|  | Semifinali 5º/8º posto | Semifinali 5º/8º posto | Semifinali 5º/8º posto |      |           | Finale 5º posto | Finale 5º posto | Finale 5º posto |  |
|  |                        |                        |                        |      |           |                 |                 |                 |  |
|  | Argentina              | Argentina              | 12                     |      |           |                 |                 |                 |  |
|  | Argentina              | Argentina              | 12                     |      |           |                 |                 |                 |  |
|  | Sudafrica              | Sudafrica              | 6                      |      |           |                 |                 |                 |  |
|  | Sudafrica              | Sudafrica              | 6                      |      | Argentina | Argentina       | 7               |                 |  |
|  |                        |                        |                        |      | Argentina | Argentina       | 7               |                 |  |
|  |                        |                        | Cina                   | Cina | 5         |                 |                 |                 |  |
|  | Cina                   | Cina                   | Cina                   | Cina | 5         | 11              |                 |                 |  |
|  | Cina                   | Cina                   |                        |      |           | 11              |                 |                 |  |
|  | Nuova Zelanda          | Nuova Zelanda          | 8                      |      |           | Finale 7º posto | Finale 7º posto | Finale 7º posto |  |
|  | Nuova Zelanda          | Nuova Zelanda          | 8                      |      |           |                 |                 |                 |  |
|  |                        |                        |                        |      |           |                 |                 |                 |  |
|  |                        |                        |                        |      |           | Sudafrica       | Sudafrica       | 8               |  |
|  |                        |                        |                        |      |           | Sudafrica       | Sudafrica       | 8               |  |
|  |                        |                        |                        |      |           | Nuova Zelanda   | Nuova Zelanda   | 10              |  |

## Super Final
Si è disputata a Belgrado, in Serbia dal 18 al 23 giugno 2019.

### Fase a gironi

#### Gruppo A
|    | Squadra  | Pti | G | V | VR | PR | P | GF | GS | DR  |
| -- | -------- | --- | - | - | -- | -- | - | -- | -- | --- |
| 1. | Spagna   | 7   | 3 | 2 | 0  | 1  | 0 | 41 | 26 | +15 |
| 2. | Ungheria | 5   | 3 | 1 | 1  | 0  | 1 | 33 | 30 | +3  |
| 3. | Giappone | 3   | 3 | 1 | 0  | 0  | 2 | 36 | 38 | -2  |
| 4. | Canada   | 3   | 3 | 1 | 0  | 0  | 2 | 22 | 38 | -16 |

| Data     | Gara     | Gara        | Gara     |
| -------- | -------- | ----------- | -------- |
| 18-06-19 | Ungheria | 9-10        | Canada   |
| 18-06-19 | Giappone | 10-18       | Spagna   |
| 19-06-19 | Giappone | 17-7        | Canada   |
| 19-06-19 | Ungheria | 15-12 (dtr) | Spagna   |
| 20-06-19 | Ungheria | 13-9        | Giappone |
| 20-06-19 | Canada   | 5-12        | Spagna   |

#### Gruppo B
|    | Squadra    | Pti | G | V | VR | PR | P | GF | GS | DR  |
| -- | ---------- | --- | - | - | -- | -- | - | -- | -- | --- |
| 1. | Serbia     | 9   | 3 | 3 | 0  | 0  | 0 | 43 | 24 | +19 |
| 2. | Croazia    | 6   | 3 | 2 | 0  | 0  | 1 | 41 | 24 | +17 |
| 3. | Australia  | 3   | 3 | 1 | 0  | 0  | 2 | 31 | 28 | +3  |
| 4. | Kazakistan | 0   | 3 | 0 | 0  | 0  | 3 | 15 | 54 | -39 |

| Data     | Gara       | Gara  | Gara       |
| -------- | ---------- | ----- | ---------- |
| 18-06-19 | Croazia    | 20-4  | Kazakistan |
| 18-06-19 | Australia  | 8-12  | Serbia     |
| 19-06-19 | Australia  | 14-5  | Kazakistan |
| 19-06-19 | Croazia    | 10-11 | Serbia     |
| 20-06-19 | Croazia    | 11-9  | Australia  |
| 20-06-19 | Kazakistan | 6-20  | Serbia     |

### Fase a eliminazione diretta
|  | Quarti di finale | Quarti di finale |           |        | Semifinali                | Semifinali                |  |  | Finale   | Finale |
|  |                  |                  |           |        |                           |                           |  |  |          |        |
|  | 21-06-19         |                  |           |        |                           |                           |  |  |          |        |
|  |                  |                  |           |        |                           |                           |  |  |          |        |
|  | Ungheria         | 15               |           |        |                           |                           |  |  |          |        |
|  | Ungheria         | 15               | 22-06-19  |        |                           |                           |  |  |          |        |
|  | Australia        | 16               |           |        |                           |                           |  |  |          |        |
|  | Australia        | 16               | Australia | 11     |                           |                           |  |  |          |        |
|  | 21-06-19         |                  | Australia | 11     |                           |                           |  |  |          |        |
|  |                  | Serbia           | 16        |        |                           |                           |  |  |          |        |
|  | Canada           | Serbia           | 16        | 5      |                           |                           |  |  |          |        |
|  | Canada           |                  | 23-06-19  | 5      |                           |                           |  |  |          |        |
|  | Serbia           | 20               |           |        |                           |                           |  |  |          |        |
|  | Serbia           | 20               | Serbia    | 12     |                           |                           |  |  |          |        |
|  | 21-06-19         |                  | Serbia    | 12     |                           |                           |  |  |          |        |
|  |                  | Croazia          | 11        |        |                           |                           |  |  |          |        |
|  | Giappone         | Croazia          | 11        | 13     |                           |                           |  |  |          |        |
|  | Giappone         | 22-06-19         |           | 13     |                           |                           |  |  |          |        |
|  | Croazia          | 20               |           |        |                           |                           |  |  |          |        |
|  | Croazia          | 20               | Croazia   | 10     | Finale per il terzo posto | Finale per il terzo posto |  |  |          |        |
|  | 21-06-19         |                  | Croazia   | 10     | Finale per il terzo posto | Finale per il terzo posto |  |  |          |        |
|  |                  | Spagna           | 8         |        |                           |                           |  |  |          |        |
|  | Spagna           | Spagna           | 8         | 19     | Australia                 | 11                        |  |  |          |        |
|  | Spagna           |                  |           | 19     | Australia                 | 11                        |  |  |          |        |
|  | Kazakistan       | 10               |           | Spagna | 10                        |                           |  |  |          |        |
|  | Kazakistan       | 10               |           |        | 10                        |                           |  |  |          |        |
|  |                  |                  |           |        |                           |                           |  |  | 23-06-19 |        |
|  |                  |                  |           |        |                           |                           |  |  |          |        |

|  | Semifinali 5º/8º posto | Semifinali 5º/8º posto | Semifinali 5º/8º posto |          |          | Finale 5º posto | Finale 5º posto | Finale 5º posto |  |
|  |                        |                        |                        |          |          |                 |                 |                 |  |
|  | Ungheria               | Ungheria               | 15                     |          |          |                 |                 |                 |  |
|  | Ungheria               | Ungheria               | 15                     |          |          |                 |                 |                 |  |
|  | Canada                 | Canada                 | 8                      |          |          |                 |                 |                 |  |
|  | Canada                 | Canada                 | 8                      |          | Ungheria | Ungheria        | 15              |                 |  |
|  |                        |                        |                        |          | Ungheria | Ungheria        | 15              |                 |  |
|  |                        |                        | Giappone               | Giappone | 13       |                 |                 |                 |  |
|  | Giappone               | Giappone               | Giappone               | Giappone | 13       | 13              |                 |                 |  |
|  | Giappone               | Giappone               |                        |          |          | 13              |                 |                 |  |
|  | Kazakistan             | Kazakistan             | 12                     |          |          | Finale 7º posto | Finale 7º posto | Finale 7º posto |  |
|  | Kazakistan             | Kazakistan             | 12                     |          |          |                 |                 |                 |  |
|  |                        |                        |                        |          |          |                 |                 |                 |  |
|  |                        |                        |                        |          |          | Canada          | Canada          | 16              |  |
|  |                        |                        |                        |          |          | Canada          | Canada          | 16              |  |
|  |                        |                        |                        |          |          | Kazakistan      | Kazakistan      | 17              |  |

## Classifica finale
| Pos. | Squadra    |
| ---- | ---------- |
|      | Serbia     |
|      | Croazia    |
|      | Australia  |
| 4    | Spagna     |
| 5    | Ungheria   |
| 6    | Giappone   |
| 7    | Kazakistan |
| 8    | Canada     |